# Brousse-le-Château
Brousse-le-Château – miejscowość i gmina we Francji, w regionie Oksytania, w departamencie Aveyron. W 2013 roku jej populacja wynosiła 155 mieszkańców. Przez gminę przepływa rzeka Tarn. Gmina położona jest na terenie Parku Regionalnego Grands Causses.

## Zabytki
Zabytki w miejscowości posiadające status monument historique:
- zamek (fr. Château de Brousse)
- kościół św. Jakuba Starszego (fr. Église Saint-Jacques-le-Majeur)
- kapliczka (fr. Oratoire)
- stary most (fr. Vieux Pont)